# Facundo Medina
Facundo Axel Medina (* 28. Mai 1999 in Villa Fiorito, Lomas de Zamora) ist ein argentinischer Fußballspieler, der seit Juli 2025 als Leihspieler des französischen Erstligisten RC Lens bei Olympique Marseille unter Vertrag steht. Der Innenverteidiger ist seit Oktober 2020 argentinischer Nationalspieler.

## Karriere

### Verein
Der in Villa Fiorito, Lomas de Zamora geborene Facundo Medina entstammt der Jugendabteilung von River Plate. Im November 2016 saß der Innenverteidiger zum ersten Mal in einem Ligaspiel der ersten Mannschaft auf der Reservebank. Am 26. Januar 2017 gab er bei der 1:3-Pokalniederlage gegen den CA Aldosivi sein Pflichtspieldebüt. Dieser Einsatz sollte sein Einziger im Trikot der Millonarios sein.
Ende Januar 2018 wechselte er zum CA Talleres. Am 7. September 2018 debütierte er beim verlorenen Elfmeterschießen im Pokal gegen Rosario Central für seinen neuen Verein. In der höchsten argentinischen Spielklasse kam er erst in der nächsten Spielzeit 2018/19 zum Einsatz und er stand bereits in 16 Ligaspielen auf dem Platz, dabei jedoch stets auf der Position des linken Außenverteidigers. In der darauffolgenden Saison 2019/20 gehörte er dann zum Stammpersonal in der Innenverteidigung. Am 25. Februar 2020 (21. Spieltag) erzielte er beim 4:2-Heimsieg gegen den CA Huracán sein erstes Ligator für Talleres. In dieser Spielzeit bestritt er 17 Ligaspiele, in denen ihm ein Torerfolg gelangen.
Am 2. Juli 2020 schloss er sich dem französischen Erstligisten RC Lens an, wo er einen Vierjahresvertrag unterzeichnete. Sein Debüt gab er am 23. August 2020 (1. Spieltag) bei der 1:2-Auswärtsniederlage gegen den OGC Nizza. Am 13. September (3. Spieltag) markierte er beim 3:2-Auswärtssieg gegen den FC Lorient sein erstes Ligator.
Im Juli 2025 folgte eine einjährige Leihe mit Kaufoption zum Ligakonkurrenten Olympique Marseille.

### Nationalmannschaft
Anfang 2019 nahm er mit der argentinischen U20-Nationalmannschaft an der U20-Südamerikameisterschaft 2019 in Chile teil. Mit der Auswahl errang er den zweiten Platz und qualifizierte sich mit dieser damit für die U20-Weltmeisterschaft 2019 in Polen. Auch bei diesem Turnier war er im Einsatz, scheiterte mit der U20 jedoch bereits im Achtelfinale an Mali.
Am 13. Oktober 2020 debütierte er beim 2:1-Auswärtssieg gegen Bolivien in der Qualifikation zur Weltmeisterschaft 2022 in der A-Nationalmannschaft.

## Erfolge
Argentinien U23
- Panamerikanische Spiele: 2019